# سازهای ایرانی

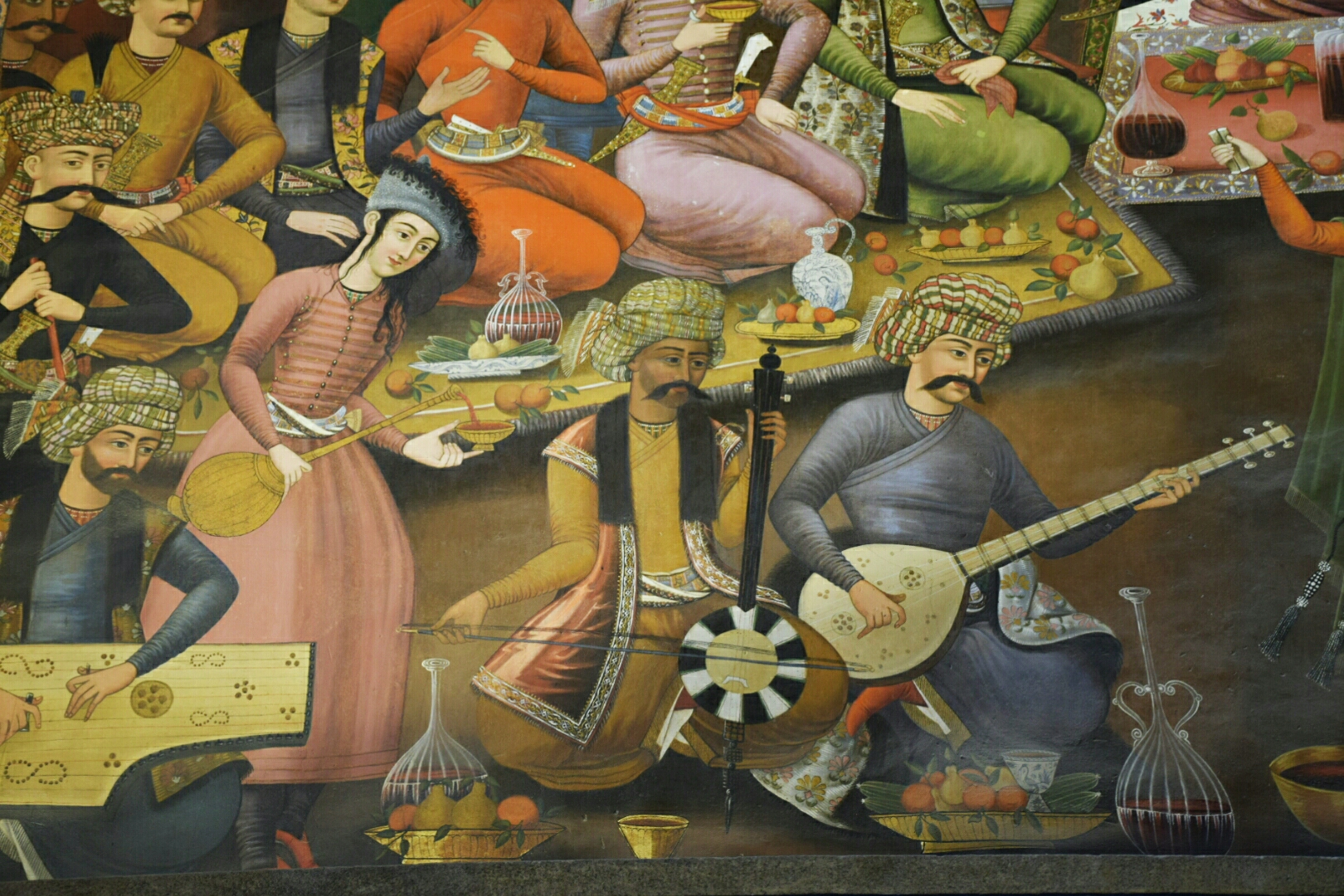
نقاشی دیواری قرن هفدهم در چهل ستون

سازهای نواحی ایران شامل دو بخش می‌باشند:
- بخش اول سازهای نواحی پارسی است که شامل جوغ، چوغرو، جاریگ، درک، انواع مختلف دایره و دف، انواع دهل و جره، انواع نقاره، تمبک محلی، کوزک، سنج انگشتی، کرپ، کرنا، انواع مختلف سرنا، سفید مهره، انواع نی محلی، نی لبک، فلوت محلی، نی جفتو، فیقو، سوتک، شاخ نفیر، بلبون، چنگ، چنگ قوطی و یروتی است.
- بخش دوم نیز شامل گزیده‌ای از سازهای نواحی سایر استان‌های کشور است که اکثراً دارای قدمت قابل توجهی هستند؛ به‌طوری‌که حتی تعدادی از آن‌ها جزء سازهای منسوخ شده به حساب می‌آیند.

علاوه بر این تقسیم‌بندی هر یک از این بخش‌ها از نظر سازشناسی در دسته‌های سازهای زهی ،سازهای زخمه‌ای و سازهای کمانی، سازهای بادی، سازهای زبانه‌دار و سازهای بی زبانه و سازهای کوبه‌ای خودصدا و پوست‌صدا مرتب شده‌اند.

## انواع سازهای ایرانی و ساختمان آن‌ها
سازهای ایرانی از نظر جنس سه نوع‌اند: - فلزی - سفالی - چوبی
و از لحاظ نوع و شکل تولید صوت به سه گروه تقسیم می‌شوند:
1. سازهای زهی مانند:
  1. زخمه‌ای:دیوان، تار، دوتار، سه تار ، عود (بربط)، تنبور، چگور، رباب، قانون، چنگ
  2. کششی: کمانچه، قیچک سرود، ویولن ایرانی
  3. زهی – کوبشی: سنتور
2. سازهای بادی: نرمه‌نای، فلوت، نی، قره نی، نی انبان، کرنا، بالابان، دوزله، سرنا، نفیر، دونیه، شمشال ، قوشمه
3. سازهای کوبه ای: دایره، دهل، تنبک، نقاره، سنج، طاس، دف

صدای حاصل از یک ساز به جنس و شکل ساختمان آن و طبعاً به ساخت صحیح و دقیق آن بستگی دارد.
سازهای فلزی که معمولاً از جنس برنج یا مس هستند، به طریق "ریخته‌گری یا چکش‌کاری" ساخته می‌شوند.
سازهای سفالی همان‌طور که از نام آن پیداست، از جنس سفال (گل رس پخته شده) می‌باشند. برخی تنبک‌ها و سازهای بومی مانند طاس‌های پوستی و فاقد پوست از سفال – دستی یا با چرخ ساخته می‌شوند.
سازهای چوبی به طریق «تراش و برش» ساخته می‌شوند. این گروه از سازها بیشترین و متنوع‌ترین سازها را در خود جای می‌دهد و آن‌جا که سخن از نواختن یا ساختن سازهای ایرانی است، بیشتر این سازها در ذهن تداعی می‌گردد. اکثریت سازهای زهی و برخی سازهای ضربه‌ای به این روش ساخته می‌شوند.

## نگارخانه

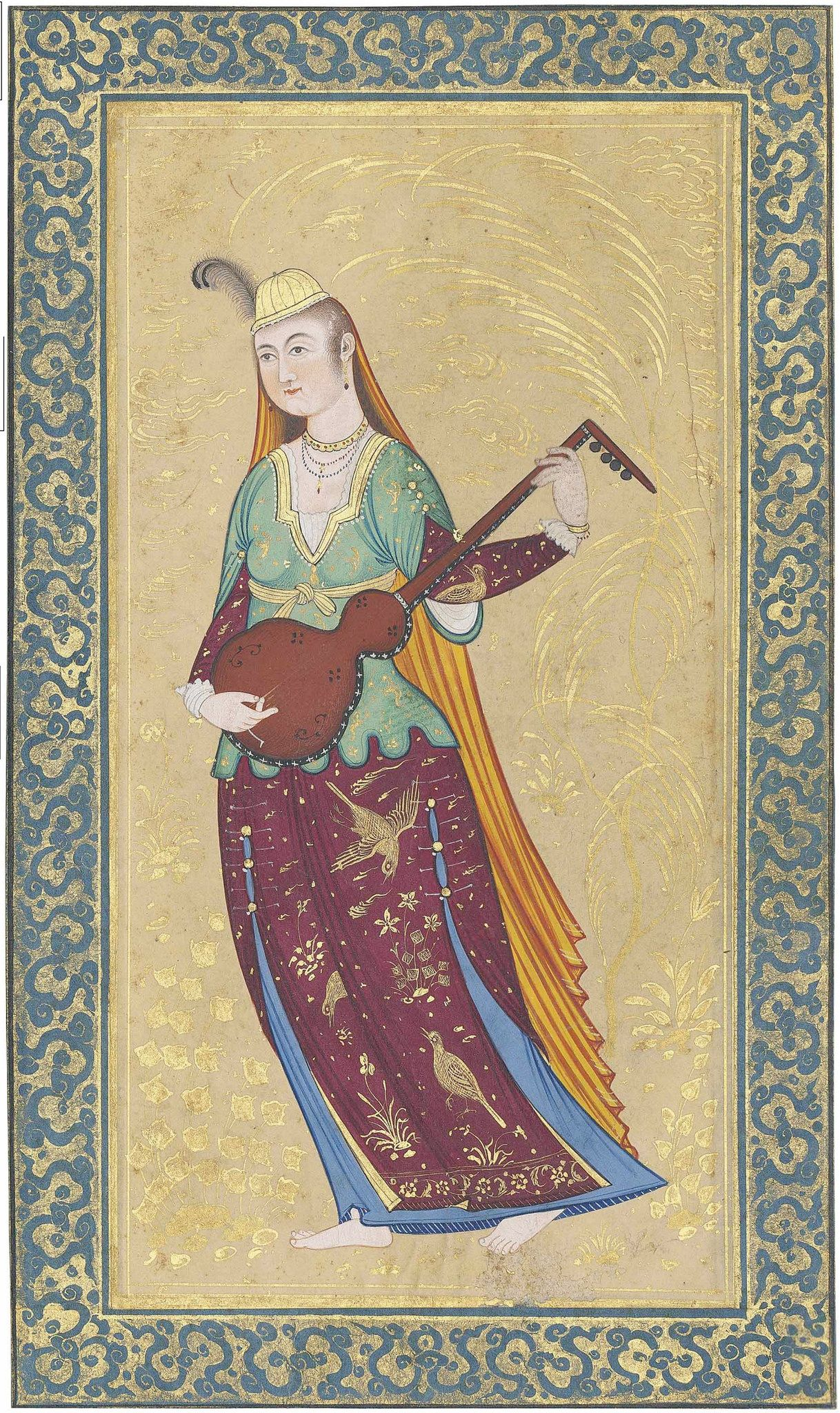
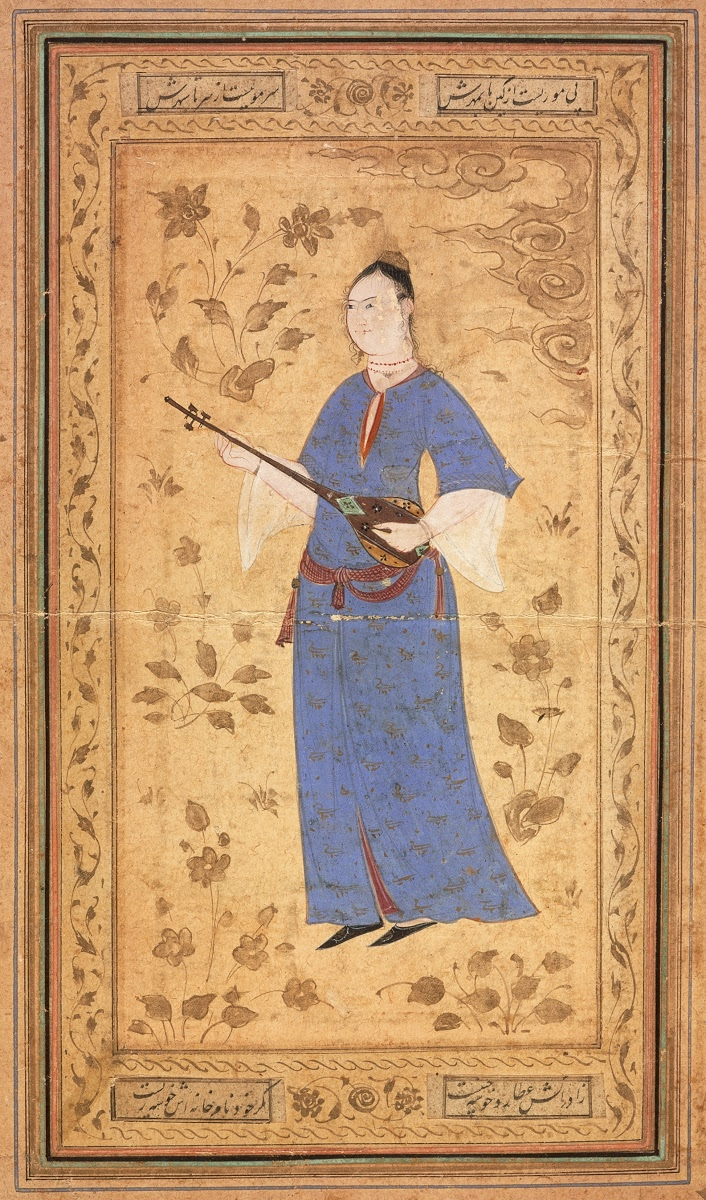
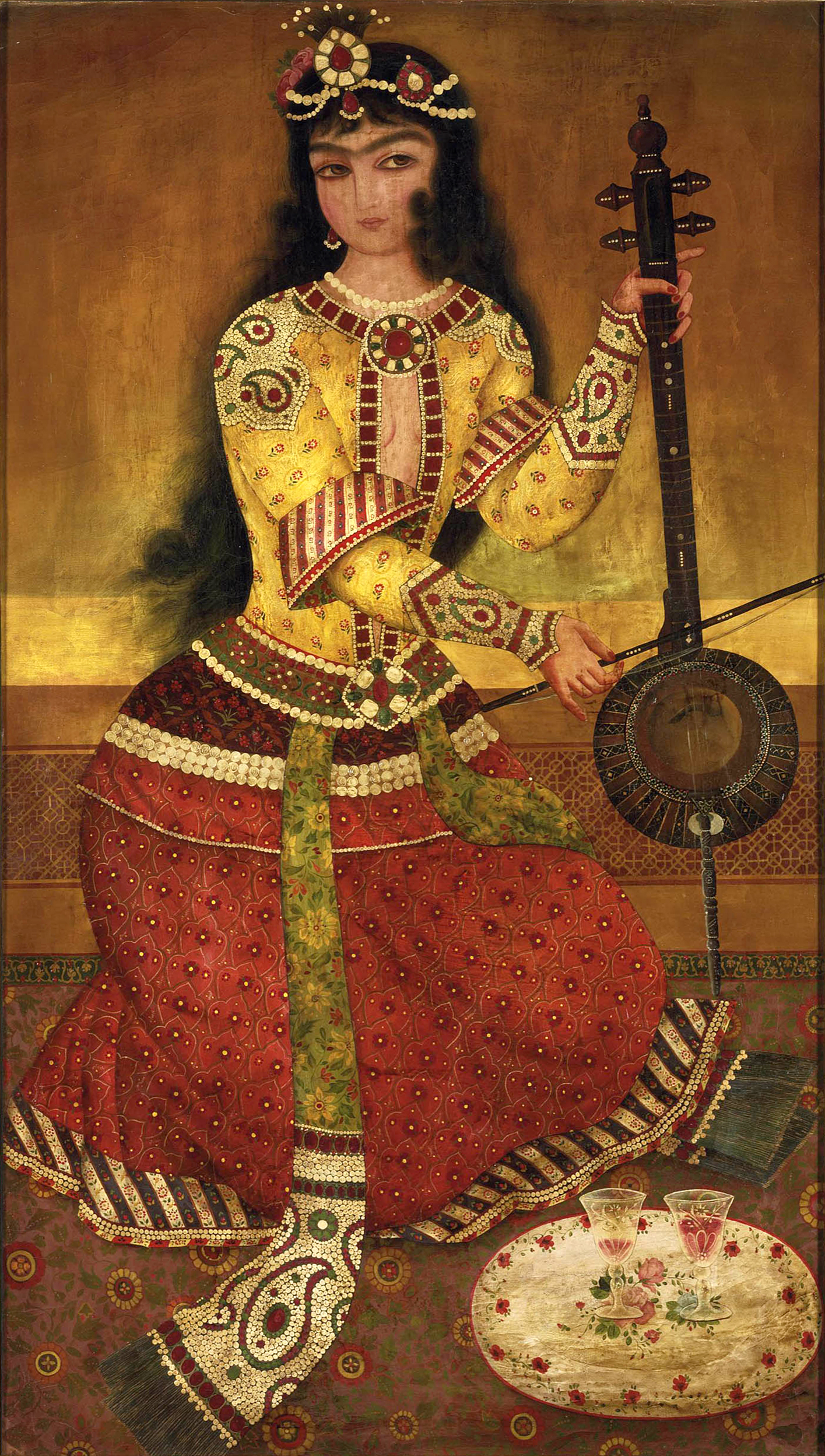
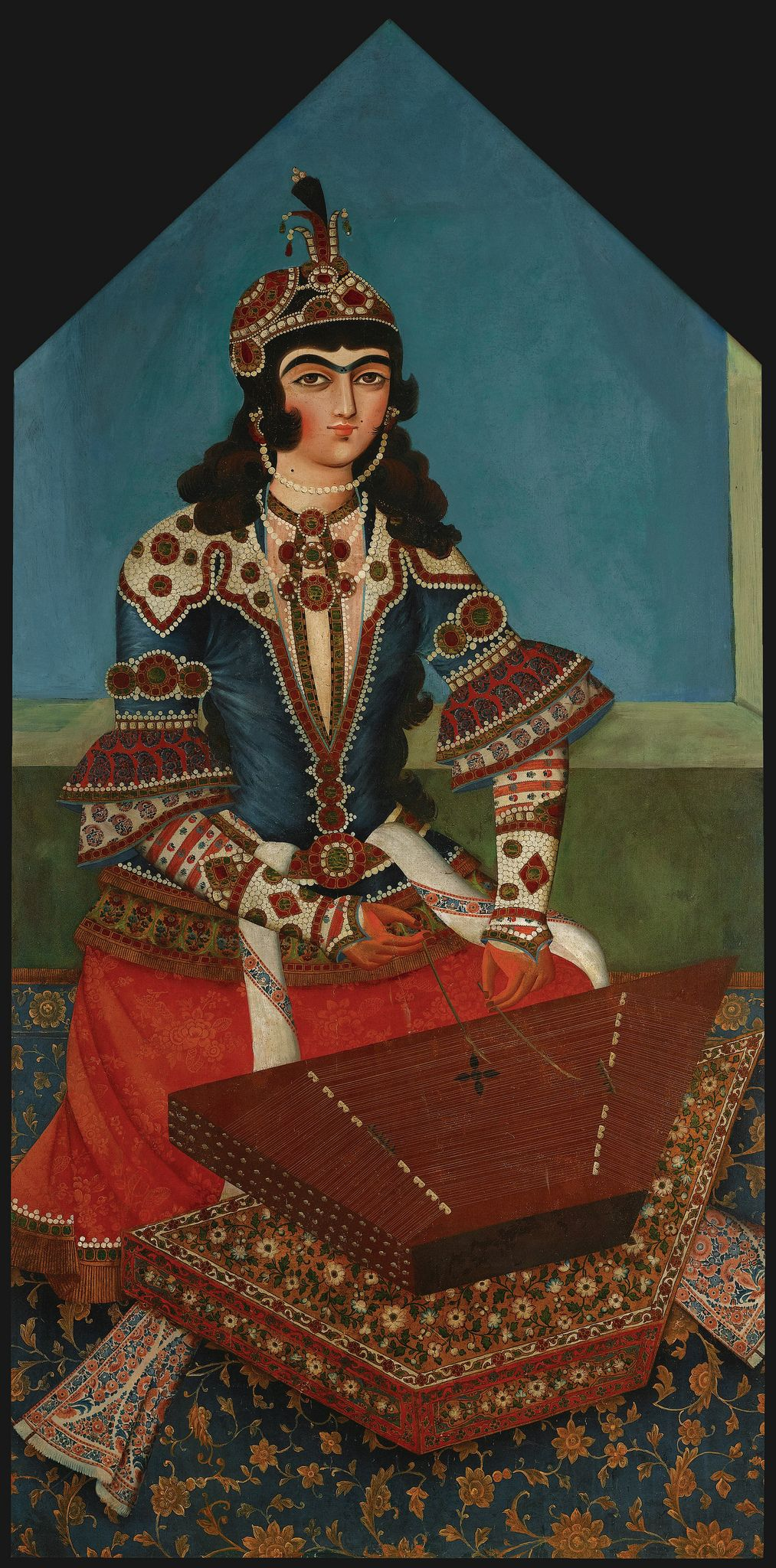
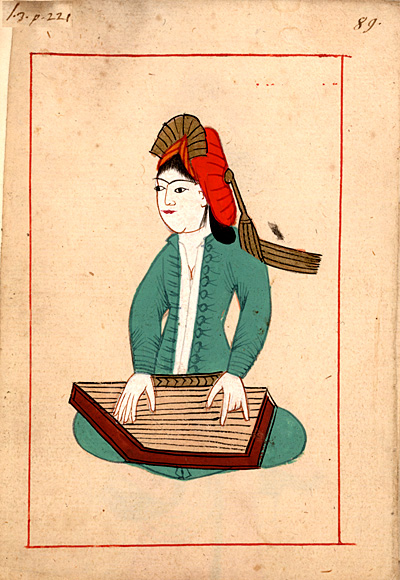
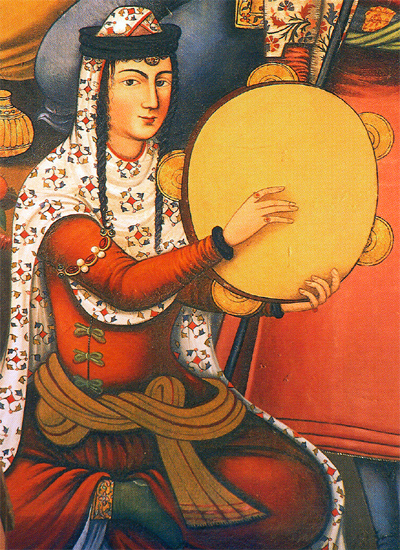
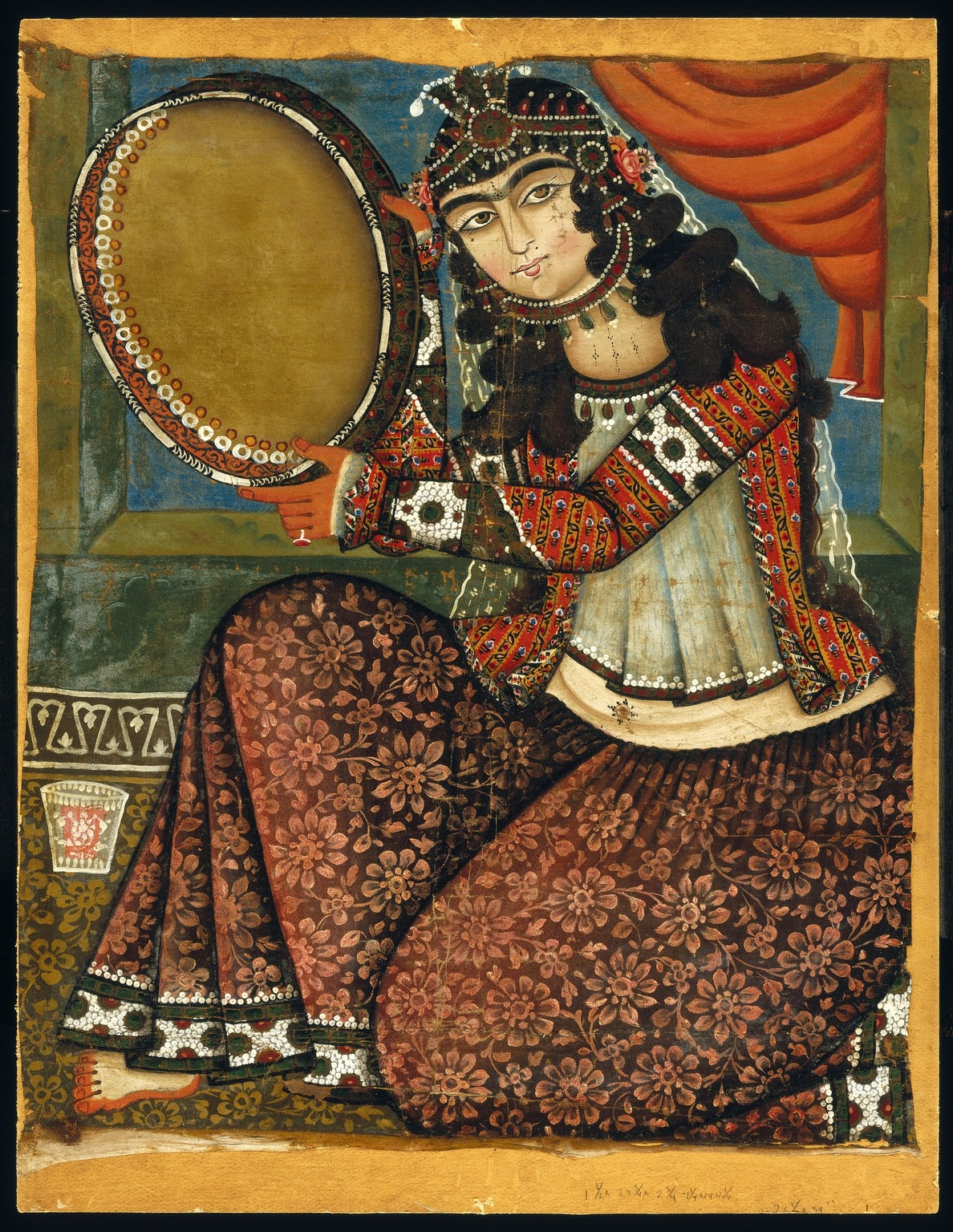
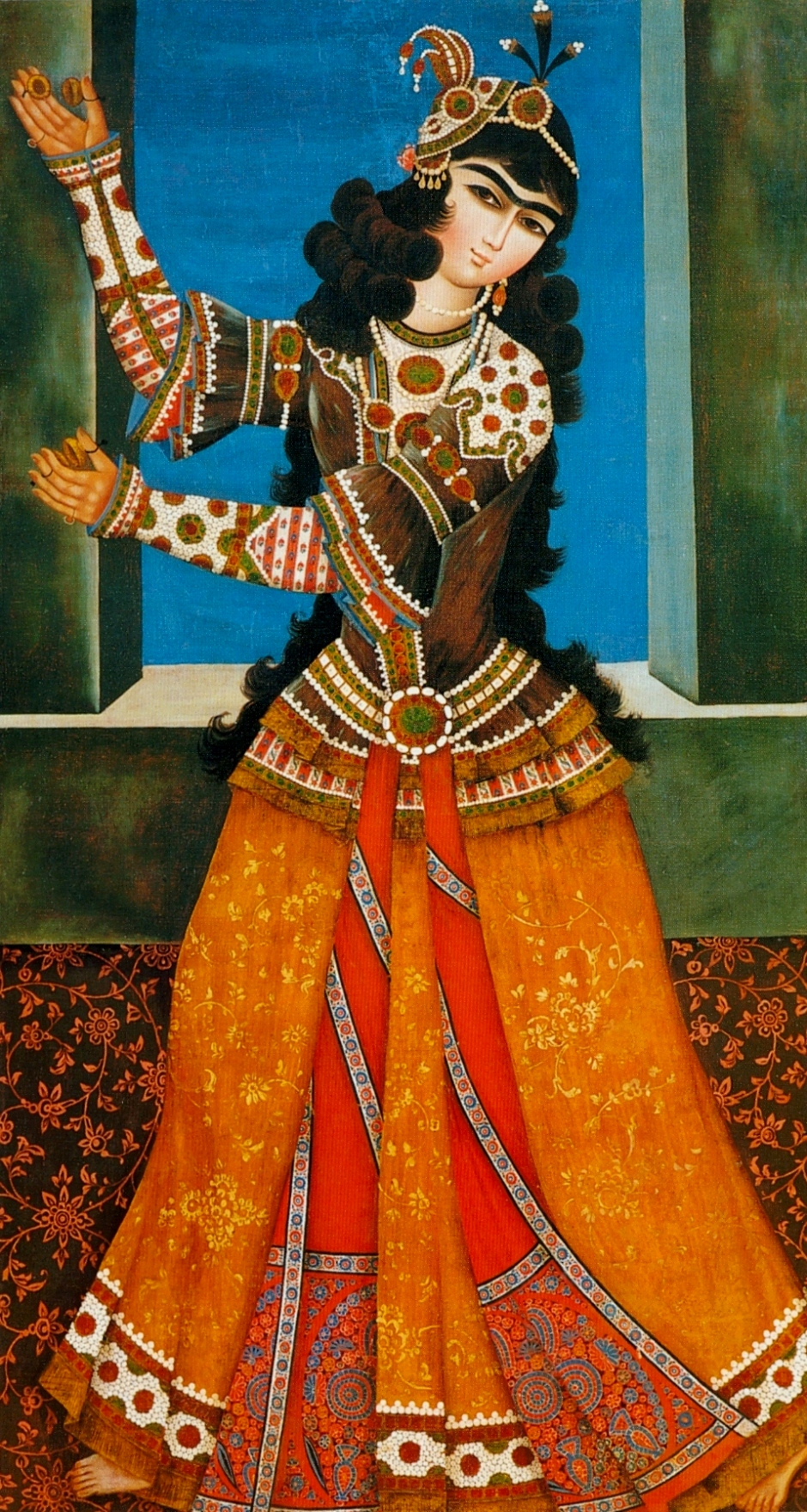
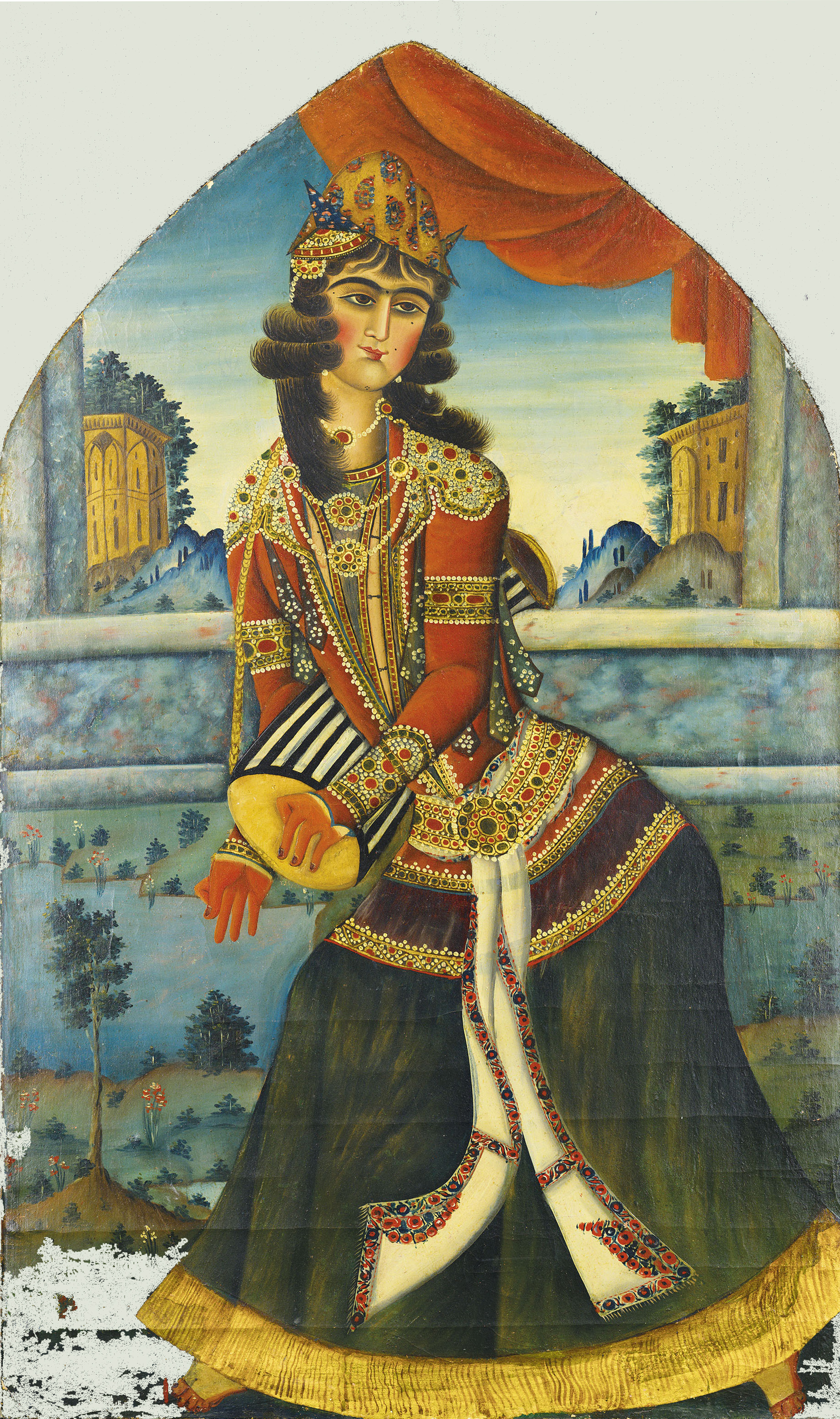
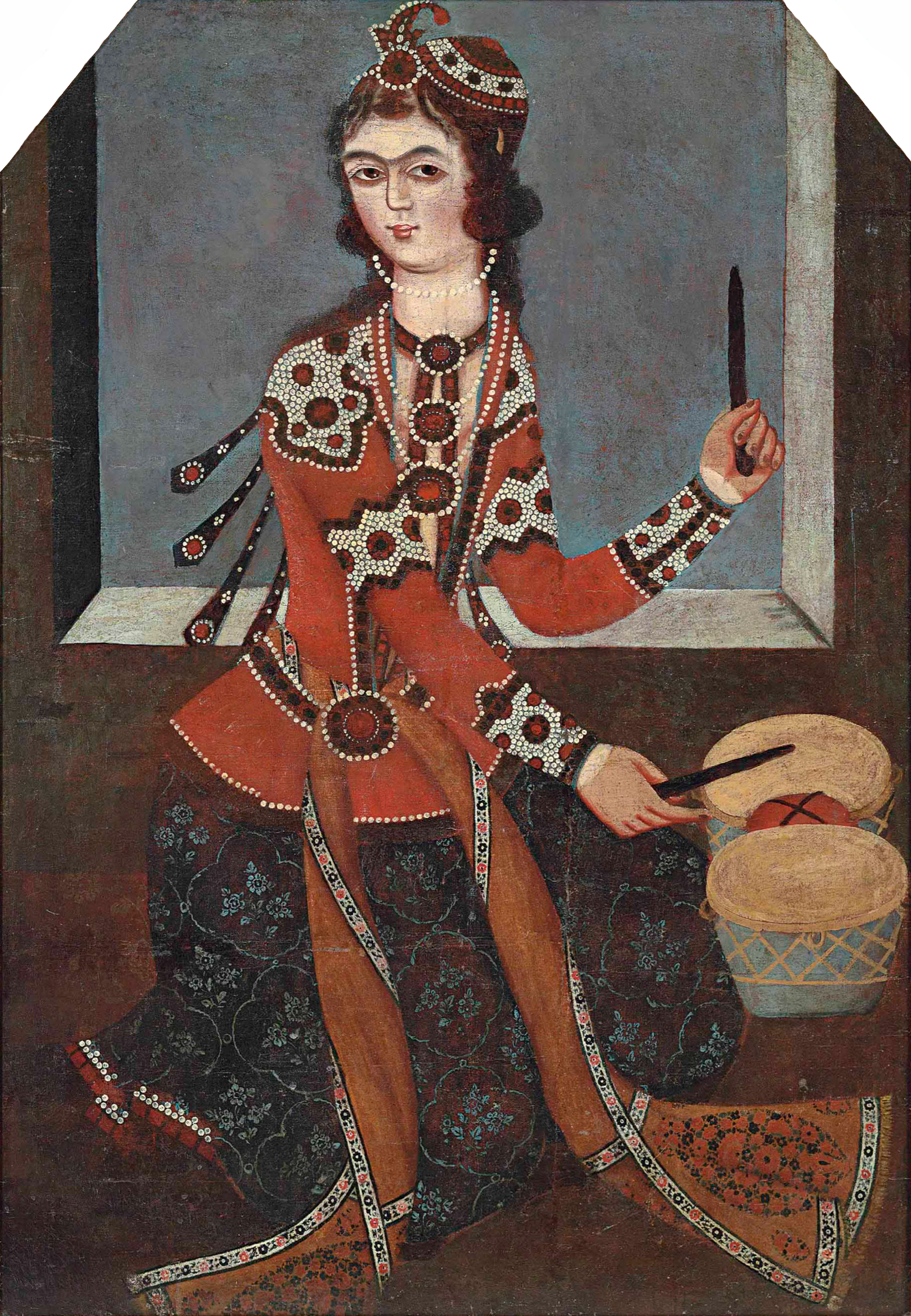
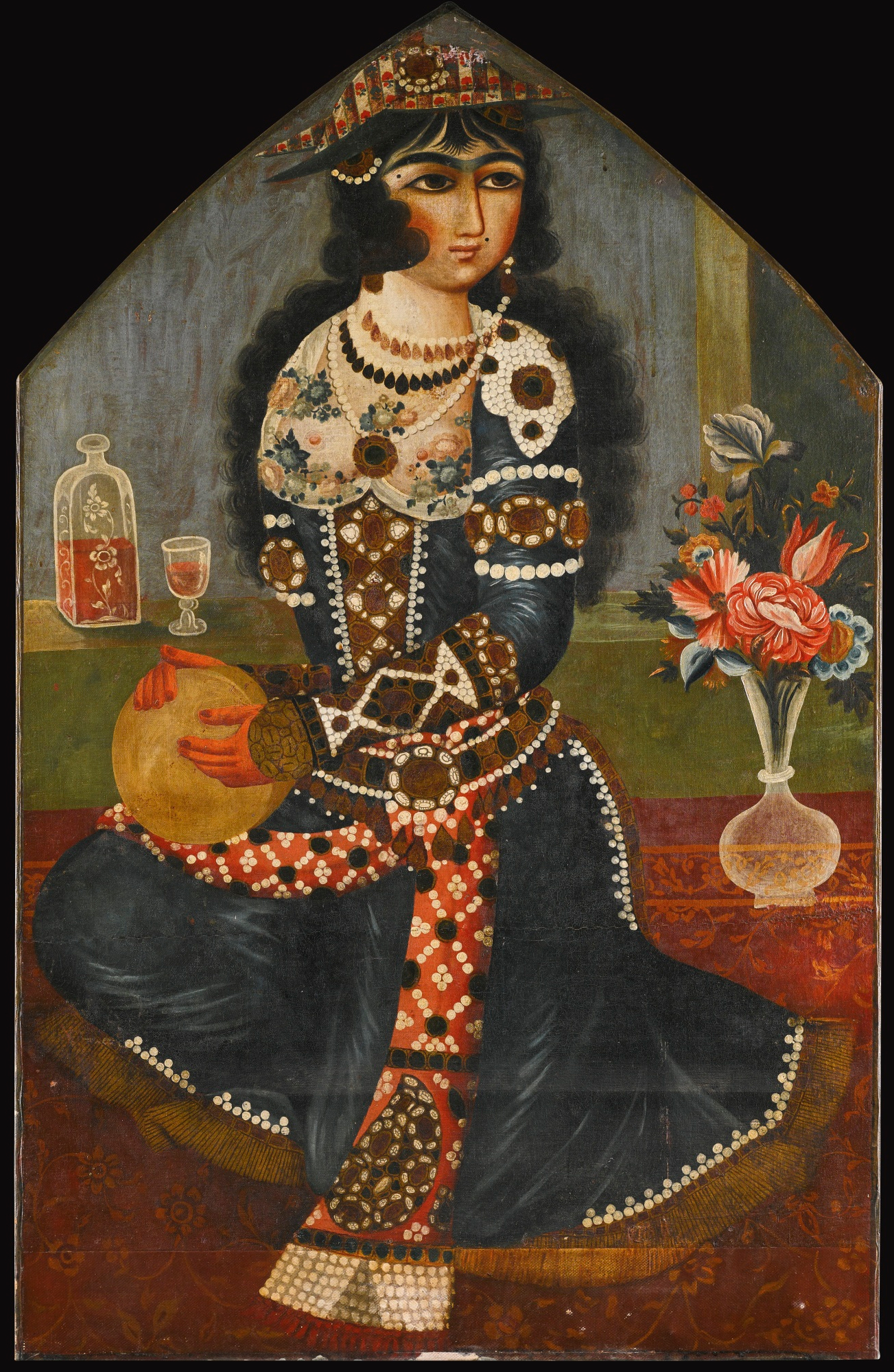